# Казинс, Демаркус
Дема́ркус Амир Ка́зинс (англ. DeMarcus Amir Cousins; род. 13 августа 1990 года в Мобиле, Алабама, США) — американский профессиональный баскетболист. Играет на позиции центрового за клуб «Метс де Гуайнабо». Был выбран на драфте НБА 2010 года под общим пятым номером клубом «Сакраменто Кингз». Олимпийский чемпион 2016 года и чемпион мира 2014 года в составе сборной США.
23 февраля 2023 года Казинс объявил, что оставил попытки вернуться в НБА.

## Биография

### Ранние годы
Демаркус Казинс родился в городе Мобиле в штате Алабама. Вместе с пятью братьями и сёстрами он рос без отца, воспитанием детей занималась мать-одиночка Моник. В возрасте пяти или шести лет он стал играть в американский футбол, в семь лет стал игроком команды детской лиги. Казинс играл на позиции квотербека и надеялся в будущем выступать в НФЛ. Футболом Демаркус занимался до восьмого класса, когда его из-за высокого роста приметил тренер школьной баскетбольной команды и позвал играть. Казинс поначалу не хотел заниматься баскетболом, но поддался на уговоры матери, которая боялась, что сын получит серьёзную травму, играя в футбол. В средней школе Демаркус был самым высоким игроком баскетбольной команды.
Перейдя в старшую школу Эрвина в Бирмингеме, Казинс стал играть за младшую баскетбольную команду, где заметно выделялся среди сверстников. Во время летних каникул он выступал за команду «Бирмингем Шторм» в лиге Любительского спортивного союза. Проведя полтора сезона в старшей школе Эрвина, Казинс был отстранён от выступления за баскетбольную команду по дисциплинарным причинам. Осенью 2007 года он перевёлся в школу Клея-Чоквилла в том же Бирмингеме, но спортивная ассоциация старших школ Алабамы не допустила его к участию в баскетбольных соревнованиях. В то время Казинс считался одним из самых перспективных баскетболистов в США. По версии Scouts Inc. Демаркус занимал третью строчку в рейтинге центровых среди выпускников 2009 года. В октябре 2007 года Казинс поступил в старшую школу Лефлора в родном Мобиле, где смог продолжить обучение и занятия баскетболом.
В 2009 году баскетбольная команда старшей школы Лефлора, лучшим игроком которой был Казинс, получила 13-е место в общенациональном рейтинге по версии USA Today. Сам Демаркус по версии портала Rivals.com занимал второе место в рейтинге выпускников. В феврале команда Казинса вышла в финал чемпионата штата Алабама, но неожиданно проиграла команде старшей школы Паркера, лидером которой был Эрик Бледсо. В 2013 году на торжественной церемонии 15-й номер, под которым играл Казинс, был выведен из обращения в баскетбольной команде школы Лефлора и навсегда закреплён за Демаркусом.

### Университет Кентукки
Средняя статистика в сезоне NCAA 2009/2010 в составе «Кентукки»: 15,1 очка; 9,8 подбора; 1,8 блок-шота, 1,0 передача и 1,0 перехват в среднем за 23,5 минуты. Казинс вместе с Джоном Уоллом вывели команду «Кентукки Уайлдкэтс» в 1/8 финала студенческого чемпионата NCAA (мартовское безумие) 2010 года. По результатам прошедшего студенческого сезона Казинса включили в символическую пятёрку США по версии AP. В пятёрку также вошли Джон Уолл, Скотти Рейнольдс, Эван Тёрнер и Уэсли Джонсон.

## Профессиональная карьера
Был выбран под пятым номером на драфте НБА 2010 года. 7 июля 2010 года подписал контракт новичка с командой.
30 сентября 2013 года подписал новый контракт на 4 года, по нему игрок получит 62 млн долларов.
30 января 2015 года Демаркус Казинс был выбран на Матч всех звезд 2015, заменив получившего травму Коби Брайанта.
20 февраля 2017 года Казинс в результате обмена стал игроком клуба «Нью-Орлеан Пеликанс». «Кингз» обменяли Казинса вместе с Омри Касспи на Бадди Хилда, Тайрика Эванса, Лэнгстона Гэллоуэя и право выбора в первом и втором раундах драфта 2017 года.
22 января 2018 года набрал 44 очка и сделал 24 подбора и 10 передач в игре против «Чикаго Буллз» (132—129 2ОТ). Казинс стал первым игроком НБА с 1972 года, которому удалось в одном матче набрать не менее 40 очков и сделать не менее 20 подборов и 10 передач. 26 января 2018 года набрал 15 очков и сделал 13 подборов и 11 передач в матче против «Хьюстон Рокетс» (115—113), но на последних секундах матча получил серьёзную травму левого ахилла, из-за чего был вынужден завершить сезон 2017/18 и пропустить начало сезона 2018/19.
6 июля 2018 года подписал однолетний контракт с клубом «Голден Стэйт Уорриорз» на сумму 5,3 млн долларов. 10 декабря 2018 года для набора формы после травмы отправился в фарм-клуб «Голден Стэйт Уорриорз» «Санта-Круз Уорриорз», выступающий в НБА Джи-Лиге.
19 января 2019 года дебютировал в составе «Уорриорз» в матче против «Клипперс» (112-94). За 15 минут на площадке Казинс набрал 14 очков (5 из 11 с игры), сделал 6 подборов, 3 передачи, 1 перехват и 1 блок-шот. Казинс был удалён за 6 персональных фолов.

### Лос-Анджелес Лейкерс (2019—2020)
Летом 2019 года центровой подписал однолетнее соглашение с Лейкерс, однако так и не смог дебютировать за команду, получив разрыв крестообразных связок правого колена во время тренировочного лагеря. 22 февраля 2020 года руководство «озёрников» сообщило об отчислении Казинса для подписания вместо него форварда «Детройт Пистонс» Маркиффа Морриса.

### Хьюстон Рокетс (2020—2021)
1 декабря 2020 года Казинс подписал однолетнее соглашение с «Хьюстон Рокетс».

### Лос-Анджелес Клипперс (2021)
5 апреля 2021 года Казинс подписал 10-дневный контракт с «Лос-Анджелес Клипперс». 16 апреля он подписал второй 10-дневный контракт, а через десять дней - контракт до конца сезона. В составе «Клипперс» Казинс провел в общей сложности 16 игр, за которые набирал в среднем 7,8 очка, 4,5 подбора и 1 передачу.

### Милуоки Бакс (2021—2022)
30 ноября 2021 года Казинс подписал контракт с «Милуоки Бакс». 6 января 2022 года игрок был отчислен. За 17 игр в составе «Бакс» Казинс в среднем набирал 9,1 очка, 5,8 подбора и 1,1 передачи за 16,9 минуты за игру.

### Денвер Наггетс (2022)
21 января 2022 года Казинс подписал 10-дневный контракт с «Денвер Наггетс». 28 января он подписал второй 10-дневный контракт. 10 февраля он подписал третий 10-дневный контракт. 25 февраля «Наггетс» подписали контракт с Казинсом до конца сезона.
4 марта 2022 года Казинс набрал максимальное за сезон количество очков - 31, а также девять подборов, четыре передачи и три перехвата в победе над «Хьюстон Рокетс». 24 минуты Казинса в матче стали наименьшим количеством сыгранных игроком минут при 30 набранных очках в истории франшизы «Наггетс» и третьим наименьшим количеством сыгранных минут с 30 очками в карьере игрока, а также третьей игрой с 30 очками за 35 минут или менее, в результате чего Казинс сравнялся с Фрименом Уильямсом по количеству таких игр в истории НБА с тех пор, как было введено правило 24 секунд.
13 января 2023 года клуб «Лос-Анджелес Лейкерс» пригласил Казинса на просмотр.

### Гуайнабо Метс (2023)
В апреле 2023 года Казинс подписал краткосрочный контракт с командой «Гуайнабо Метс» из чемпионата Пуэрто-Рико по баскетболу.

### Тайвань Бир Леопардс (2023—2024)
В декабре 2023 года стало известно, что Казинс подписал контракт с тайваньским клубом «Тайвань Бир Леопардс». 23 февраля 2024 года Демаркус Казинс объявил, что больше не пытается вернуться в НБА. Когда один из репортеров спросил его в интервью, планирует ли он вернуться в НБА, Кузинс ответил: «Честно говоря, нет. Я знаю, что у меня было свое время. Знаете, был момент, когда я пытался это сделать. Но сейчас, когда я нахожусь в своей жизни, когда у меня есть все, что происходит вне баскетбола, я нахожусь в хорошем месте. Так что, как я уже сказал, я рад тому, что ждет меня впереди, и своему будущему. Знаете, мои 12 лет в лиге были маленькой главой или главами в моей жизни. И я готов перейти к следующей и посмотреть, что меня ждет».
19 марта 2024 года Казинс подписал новый контракт с клубом.
15 мая Казинс был признан самым популярным игроком года в Лиге Т1 в сезоне 2023/24. 1 июня Казинс стал MVP финала Лиги Т1 в 2024 году.

### Тайвань Мустангс (2024)
19 июня 2024 года Казинс присоединился к команде «Тайвань Мустангс», участвующей в Азиатском турнире в формате 3х3. 7 октября 2024 года Казинс дебютировал в Мировом туре ФИБА 3х3, где помог своей команде дойти до полуфинала. Он набрал 46 очков в четырех играх и занял второе место по эффективности (50,4).

### Селенге Бодонс (2025)
10 января 2025 года Казинс подписал контракт с «Селенге Бодонс» из монгольской лиги. В то же время он ненадолго присоединился к «Стронг Групп Атлетикс» в международном чемпионате Дубая по баскетболу.

### Метс де Гуайнабо (2025—настоящее время)
23 февраля 2025 года Казинс перешел в клуб «Метс де Гуайнабо» из Пуэрто-Рико.

## Международные выступления
Летом 2014 года Демаркус Казинс и Руди Гей в составе сборной США по баскетболу приняли участие в чемпионате мира по баскетболу 2014. Кроме них в команде играли: Стефен Карри, Джеймс Харден, Андре Драммонд, Кайри Ирвинг и другие. Демаркус Казинс провел 9 матчей набирая 9,8 очков и 5,7 подборов. Руди Гей также отыграл 9 матчей набирая 6 очков и 3,7 подбора за игру. В итоге сборной США выиграла золотые медали.

## Описание спортсмена
Казинс необычайно развит физически, своими габаритами он с лихвой компенсирует недостаток атакующих приёмов. Умело используя рост и прыжок, Казинс может приносить пользу, даже находясь под двойной опекой. Преимуществом экс-игрока университета «Кентукки» является скорость, благодаря которой он и совершает столько подборов. Согласно рейтингу Холлинджера, Казинс является самым эффективным игроком студенческого чемпионата NCAA в сезоне 2009/2010. За свой характер Казинс получил прозвище Буги, по характеру он представляет собой сочетание Рона Артеста и Бонзи Уэллса.

## Личная жизнь
У Казинса и его девушки Кристи Уэст, также уроженки Мобила, есть двое детей — сын Амир, о рождении которого Демаркус сообщил в 2012 году, и дочь Вана.

## Награды и достижения
- 2009-10 SEC Новичок года (англ. Freshman of the Year)
- 2009 член сборной McDonald’s All-American
- 2009 член сборной Джордан Бренд High School All-American team

## Статистика

### Статистика в НБА
| Сезон                                                                                    | Команда      | Регулярный сезон | Регулярный сезон | Регулярный сезон | Регулярный сезон | Регулярный сезон | Регулярный сезон | Регулярный сезон | Регулярный сезон | Регулярный сезон | Регулярный сезон | Регулярный сезон | Серия плей-офф | Серия плей-офф | Серия плей-офф | Серия плей-офф | Серия плей-офф | Серия плей-офф | Серия плей-офф | Серия плей-офф | Серия плей-офф | Серия плей-офф | Серия плей-офф |
| Сезон                                                                                    | Команда      | GP               | GS               | MPG              | FG%              | 3P%              | FT%              | RPG              | APG              | SPG              | BPG              | PPG              | GP             | GS             | MPG            | FG%            | 3P%            | FT%            | RPG            | APG            | SPG            | BPG            | PPG            |
| ---------------------------------------------------------------------------------------- | ------------ | ---------------- | ---------------- | ---------------- | ---------------- | ---------------- | ---------------- | ---------------- | ---------------- | ---------------- | ---------------- | ---------------- | -------------- | -------------- | -------------- | -------------- | -------------- | -------------- | -------------- | -------------- | -------------- | -------------- | -------------- |
| 2010/11                                                                                  | Сакраменто   | 81               | 62               | 28,5             | 43,0             | 16,7             | 68,7             | 8,6              | 2,5              | 1,0              | 0,8              | 14,1             | Не участвовал  | Не участвовал  | Не участвовал  | Не участвовал  | Не участвовал  | Не участвовал  | Не участвовал  | Не участвовал  | Не участвовал  | Не участвовал  | Не участвовал  |
| 2011/12                                                                                  | Сакраменто   | 64               | 62               | 30,5             | 44,8             | 14,3             | 70,2             | 11,0             | 1,6              | 1,5              | 1,2              | 18,1             | Не участвовал  | Не участвовал  | Не участвовал  | Не участвовал  | Не участвовал  | Не участвовал  | Не участвовал  | Не участвовал  | Не участвовал  | Не участвовал  | Не участвовал  |
| 2012/13                                                                                  | Сакраменто   | 75               | 74               | 30,5             | 46,5             | 18,2             | 73,8             | 9,9              | 2,7              | 1,4              | 0,7              | 17,1             | Не участвовал  | Не участвовал  | Не участвовал  | Не участвовал  | Не участвовал  | Не участвовал  | Не участвовал  | Не участвовал  | Не участвовал  | Не участвовал  | Не участвовал  |
| 2013/14                                                                                  | Сакраменто   | 71               | 71               | 32,4             | 49,6             | 0,0              | 72,6             | 11,7             | 2,9              | 1,5              | 1,3              | 22,7             | Не участвовал  | Не участвовал  | Не участвовал  | Не участвовал  | Не участвовал  | Не участвовал  | Не участвовал  | Не участвовал  | Не участвовал  | Не участвовал  | Не участвовал  |
| 2014/15                                                                                  | Сакраменто   | 59               | 59               | 34,1             | 46,7             | 25,0             | 78,2             | 12,7             | 3,6              | 1,5              | 1,7              | 24,1             | Не участвовал  | Не участвовал  | Не участвовал  | Не участвовал  | Не участвовал  | Не участвовал  | Не участвовал  | Не участвовал  | Не участвовал  | Не участвовал  | Не участвовал  |
| 2015/16                                                                                  | Сакраменто   | 65               | 65               | 34,6             | 45,1             | 33,3             | 71,8             | 11,5             | 3,3              | 1,6              | 1,4              | 26,9             | Не участвовал  | Не участвовал  | Не участвовал  | Не участвовал  | Не участвовал  | Не участвовал  | Не участвовал  | Не участвовал  | Не участвовал  | Не участвовал  | Не участвовал  |
| 2016/17                                                                                  | Сакраменто   | 55               | 55               | 34,4             | 45,2             | 35,6             | 77,0             | 10,6             | 4,8              | 1,4              | 1,3              | 27,8             | Не участвовал  | Не участвовал  | Не участвовал  | Не участвовал  | Не участвовал  | Не участвовал  | Не участвовал  | Не участвовал  | Не участвовал  | Не участвовал  | Не участвовал  |
| 2016/17                                                                                  | Нью-Орлеан   | 17               | 17               | 33,8             | 45,2             | 37,5             | 77,7             | 12,4             | 3,9              | 1,5              | 1,1              | 24,4             | Не участвовал  | Не участвовал  | Не участвовал  | Не участвовал  | Не участвовал  | Не участвовал  | Не участвовал  | Не участвовал  | Не участвовал  | Не участвовал  | Не участвовал  |
| 2017/18                                                                                  | Нью-Орлеан   | 48               | 48               | 36,2             | 47,0             | 35,4             | 74,6             | 12,9             | 5,4              | 1,7              | 1,6              | 25,2             | Не участвовал  | Не участвовал  | Не участвовал  | Не участвовал  | Не участвовал  | Не участвовал  | Не участвовал  | Не участвовал  | Не участвовал  | Не участвовал  | Не участвовал  |
| 2018/19                                                                                  | Голден Стэйт | 30               | 30               | 25,7             | 48,0             | 27,4             | 73,6             | 8,2              | 3,6              | 1,3              | 1,5              | 16,3             | 8              | 5              | 16,7           | 39,6           | 25,0           | 64,0           | 4,9            | 2,4            | 0,6            | 0,8            | 7,6            |
| 2020/21                                                                                  | Хьюстон      | 25               | 11               | 20,2             | 37,6             | 33,6             | 74,6             | 7,6              | 2,4              | 0,8              | 0,7              | 9,6              | Не участвовал  | Не участвовал  | Не участвовал  | Не участвовал  | Не участвовал  | Не участвовал  | Не участвовал  | Не участвовал  | Не участвовал  | Не участвовал  | Не участвовал  |
| 2020/21                                                                                  | Клипперс     | 16               | 0                | 12,9             | 53,7             | 42,1             | 68,2             | 4,5              | 1,0              | 0,8              | 0,4              | 7,8              | 7              | 0              | 8,3            | 45,2           | 40,0           | 78,6           | 2,0            | 0,7            | 0,3            | 0,4            | 7,6            |
| 2021/22                                                                                  | Милуоки      | 17               | 5                | 16,9             | 46,6             | 27,1             | 81,6             | 5,8              | 1,1              | 0,9              | 0,5              | 9,1              | Не участвовал  | Не участвовал  | Не участвовал  | Не участвовал  | Не участвовал  | Не участвовал  | Не участвовал  | Не участвовал  | Не участвовал  | Не участвовал  | Не участвовал  |
| 2021/22                                                                                  | Денвер       | 31               | 2                | 13,9             | 45,6             | 32,4             | 73,6             | 5,5              | 1,7              | 0,6              | 0,4              | 8,9              | 5              | 0              | 11,4           | 65,5           | 66,7           | 73,3           | 3,4            | 1,2            | 0,6            | 0,2            | 10,6           |
|                                                                                          | Всего        | 654              | 561              | 29,8             | 46,0             | 33,1             | 73,7             | 10,2             | 3,0              | 1,3              | 1,1              | 19,6             | 20             | 5              | 12,4           | 47,6           | 39,3           | 70,4           | 3,5            | 1,5            | 0,5            | 0,5            | 8,4            |
| Наведите курсор мыши на аббревиатуры в заголовке таблицы, чтобы прочесть их расшифровку. |              |                  |                  |                  |                  |                  |                  |                  |                  |                  |                  |                  |                |                |                |                |                |                |                |                |                |                |                |

### Статистика в NCAA
| Сезон | Команда  | Conf  | Class | GP | GS | MPG  | FG%  | 3P%  | FT%  | RPG | APG | SPG | BPG | PPG  |
| --- | -------- | ----- | ----- | -- | -- | ---- | ---- | ---- | ---- | --- | --- | --- | --- | ---- |
| 2009/10 | Кентукки | SEC   | FR    | 38 | 37 | 23,5 | 55,8 | 16,7 | 60,4 | 9,8 | 1,0 | 1,0 | 1,8 | 15,1 |
| Всего | Всего    | Всего | Всего | 38 | 37 | 23,5 | 55,8 | 16,7 | 60,4 | 9,8 | 1,0 | 1,0 | 1,8 | 15,1 |
| Наведите курсор мыши на аббревиатуры в заголовке таблицы, чтобы прочесть их расшифровку Статистика приведена с сайта sports-reference.com |          |       |       |    |    |      |      |      |      |     |     |     |     |      |